# パク・ミヒ
パク・ミヒ（漢字表記:朴美姫、ハングル表記:박미희、ラテン翻記:Park Mi-Hee、1963年12月10日 - ）は、大韓民国の元女子バレーボール選手、現指導者である。元大韓民国代表。

## 来歴
中学在学中から将来を嘱望され、1980年にアジアジュニア選手権で優勝、1981年に世界ジュニア選手権でも優勝を果たし、1982年には19歳でシニア代表入り、世界選手権に出場した。1983年に実業団の美都波（ミドーパ）に入団して美都波黄金時代を支えた。
オリンピックにも1984年、1988年に二度出場を果たした。ポジションはもともとセンターであったが、1989年のワールドカップではセッターにコンバートされ、主将としてチームを率い、その容貌で世界を魅了した。1991年に現役を引退。
結婚後には漢陽大学校に学び、2003年からは延辺科学技術大学に留学するとともに自らも准教授を務めた。2006年に帰国後、大学教員を務める傍ら、KBSNのバレーボール解説者となった。
2014年5月、成績低迷にあえぐVリーグの興国生命ピンクスパイダーズは、ミヒを監督に招聘した。同年秋のKOVOカップでピンクスパイダーズは準決勝進出を果たし、続く2014/15リーグの第1ラウンドでトップ通過を遂げた。同シーズンの最終結果は15勝15敗で4位となり、前シーズンの最下位を脱出した。2022年に退任。

## 球歴
- 三大大会
  - オリンピック - 1984年（5位）、1988年（8位）
  - 世界選手権 - 1982年（7位）、1990年（5位）
  - ワールドカップ - 1985年（7位）、1989年（7位）
- その他大会
  - アジア選手権 - 1983年（銅メダル）
  - アジア競技大会 - 1990年（銀メダル）
  - 世界ジュニア選手権 - 1981年（金メダル）
  - アジアジュニア選手権 - 1980年（金メダル）